# Carga formal
En química, una carga formal (Qf) es una carga parcial de un átomo en una molécula, asignada al asumir que los electrones en un enlace químico se comparten por igual entre los átomos, sin consideraciones de electronegatividad relativa o, en otra definición, la carga que quedaría en un átomo cuando todos los ligandos son removidos homolíticamente.
La carga formal de cualquier átomo en una molécula puede ser calculada por la siguiente ecuación:

{\displaystyle Q_{\rm {f}}=V-\left(L+{\tfrac {1}{2}}B\right)}

donde:
- {\displaystyle V} es el número de electrones de valencia en el átomo libre.
- {\displaystyle L} es el número de electrones presentes en un átomo unido como pares solitarios.
- {\displaystyle B} es el número de electrones unidos al átomo.

Cuando se determina la estructura de Lewis correcta (o la estructura de resonancia) para una molécula, es un criterio muy significativo en la selección de la estructura final el que la carga formal (sin signo) de cada uno de los átomos esté minimizada.
Ejemplos

Carga formal en el ozono y el anión nitrato

- carbono en metano (CH4): Qf = 4 - 0 - (8÷2) = 0
- nitrógeno en el grupo nitro (NO2-): Qf = 5 - 0 - (8÷2) = 1
- oxígeno unido por enlace simple en el NO2-: Qf = 6 - 5 - (2÷2) = 0
- oxígeno unido por enlace doble en el NO2-: Qf = 6 - 4 - (4÷2) = 0

Un método alternativo para asignar carga a un átomo tomando en cuenta la electronegatividad es por su número de oxidación. Otros conceptos relacionados son valencia, que cuenta el número de electrones que un átomo usa en enlaces, y número de coordinación, el número de átomos unidos al átomo de interés.

## Ejemplos
El amonio (NH4+) es una especie catiónica. Al usar los grupos verticales de los átomos en la tabla periódica, es posible determinar que cada hidrógeno contribuye con 1 electrón, el nitrógeno contribuye con 5 electrones, y la carga de +1 significa que 1 electrón está ausente. El total final es 8 electrones {\displaystyle 1*4+5-1}.
El dibujar la estructura de Lewis da un átomo de nitrógeno hibridado en sp3 (4 enlaces) rodeado de átomos de hidrógeno. No hay pares libres de electrones. En consecuencia, aplicando la definición de carga formal, el hidrógeno tiene una carga formal de cero: {\displaystyle 1-0-{\frac {1}{2}}*2}, y el nitrógeno tiene una carga formal de +1: {\displaystyle 5-0-{\frac {1}{2}}*8}. Después de agregar todas las cargas formales en toda la molécula, el resultado es una carga formal de +1, consistente con la carga de la molécula dada al principio.
Nota: la carga formal total en una molécula debería ser lo más cercana posible a cero, con la menor cantidad de cargas que sea posible
- Ejemplo: CO2 es una molécula neutra con 16 electrones de valencia totales. Hay tres formas diferentes de dibujar la estructura de Lewis
  - Átomo de carbono unido por enlaces simples a cada átomo de oxígeno (carbono = +2, oxígeno = -1 cada uno, carga formal total = 0)
  - Átomo de carbono unido por enlace simple a un átomo de oxígeno y al otro mediante un enlace doble (carbono = +1, oxígenodoble = 0, oxígenosimple = -1, carga formal total = 0)
  - Átomo de carbono unido por enlaces dobles a ambos átomos de oxígeno (carbono = 0, oxígeno = 0 cada uno, carga formal total = 0)

Aunque las tres estructuras dan una carga total de cero, la estructura correcta es la tercera, porque no hay cargas en la molécula

## Método alternativo
Aunque la fórmula dada anteriormente es correcta, suele ser difícil de manejar e ineficiente para el uso. Un método alternativo es el siguiente:
- Dibujar un círculo alrededor del átomo para el que se requiere la carga formal (como en el dióxido de carbono, a continuación)

- Contar el número de electrones en el interior del círculo del átomo. Dado que el círculo corta los enlaces covalentes "por la mitad", cada enlace covalente cuenta como un solo electrón, en vez de dos.
- Sustraer el número de electrones en el círculo del número del grupo del elemento (el numeral romano del sistema de numeración de grupos anterior, no del sistema 1-18 de la IUPAC) para determinar la carga formal. (o sea, número antiguo del grupo menos los electrones en el círculo)
- Las cargas formales calculadas para los átomos restantes en esta estructura de Lewis del dióxido de carbono se muestran a continuación

Nuevamente, este método es tan preciso como el anterior, pero de uso más simple. Es importante tener en cuenta que las cargas formales son sólo formales, en el sentido de que este sistema es sólo un formalismo.
Los átomos en las moléculas no tienen "signos alrededor de sus cuellos" que indiquen su carga. El sistema de carga formal es sólo un método para llevar la cuenta de todos los electrones de valencia que cada átomo trae consigo cuando se forma la molécula.

## Carga formal vs. estado de oxidación
El concepto de estado de oxidación constituye un método competente para determinar la distribución de electrones en las moléculas. Si se comparan las cargas formales y los estados de oxidación de los átomos en el dióxido de carbono, se llega a los siguientes valores:
La razón para la diferencia entre estos valores es que las cargas formales y los estados de oxidación representan fundamentalmente diferentes formas de apreciar la distribución de electrones en los átomos de la molécula. Con la carga formal, se asume que los electrones de cada enlace covalente se separan a partes iguales entre los dos átomos en el enlace (de ahí surge la división entre dos del método descrito anteriormente). El punto de vista de cargas formales de la molécula de CO2 se muestra esencialmente a continuación:
El aspecto covalente (compartición) del enlace es sobreenfatizado en el uso de las cargas formales, puesto que en realidad hay una mayor densidad electrónica alrededor de los átomos de oxígeno debido a su mayor electronegatividad, comparada con el átomo de carbono. Esto puede ser visualizado más efectivamente en un mapa de potencial eléctrico.
Con el formalismo del estado de oxidación, los electrones en los enlaces son "otorgados" a los átomos con mayor electronegatividad. La perspectiva del estado de oxidación de la molécula de CO2 se muestra a continuación:
Los estados de oxidación sobreenfatizan la naturaleza iónica del enlace; la mayoría de químicos concuerda en que la diferencia en electronegatividad entre el carbono y el oxígeno es insuficiente para considerar a los enlaces como si fueran de naturaleza iónica.
En realidad, la distribución de los electrones en la molécula yace en algún punto entre estos dos extremos. La inadecuación en la visión simple de estructuras de Lewis de las moléculas condujo al desarrollo de modelos de aplicación más general y mayor precisión: la teoría del enlace de valencia de Slater, Pauling, et al., y de ahí a la teoría de orbitales moleculares desarrollada por Robert S. Mulliken y Hund.